# HMAS Yandra
HMAS Yandra – australijski okręt pomocniczy z okresu II wojny światowej, w Royal Australian Navy (RAN) służył w latach 1940-1946.

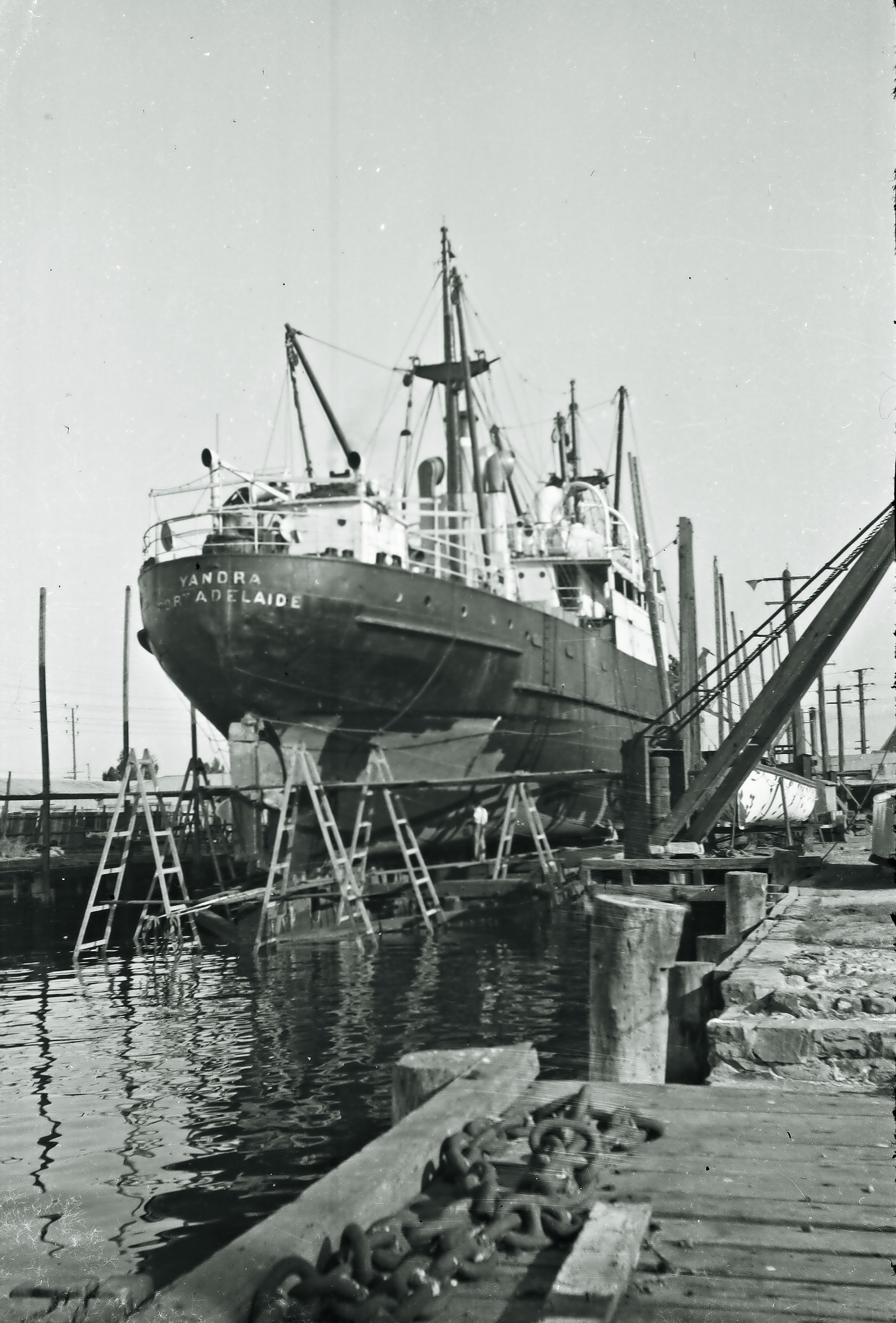
"Yandra" w trakcie budowy, stocznia Burmeister and Wain.

## Historia

### Okres przedwojenny
Kabotażowiec Yandra został zbudowany w 1928 w stoczni Burmeister and Wain dla linii żeglugowych Coast Steamships, wodowanie odbyło się 18 lipca. Statek mierzył ok. 215 stóp długości (211,1, 216, 218 - ok. 65 m), 35 stóp (35, 35,2, 35,25 - 10,66 m), jego zanurzenie wynosiło ok. 12 stóp (11,9, 12,9, 13,9 - 3,65 m). Napęd statku stanowił silnik wysokoprężny po mocy 1025 BHP i pojedyncza śruba, prędkość maksymalna wynosiła ok. 11-12 węzłów. Wyporność statku wynosiła 1620 ton (jako okręt RAN-u), pojemność brutto 990 ton (918 po 1952), a net tonnage wynosiła 418. Nazwa okrętu wywodziła się z jednego z aborygeńskich języków i była tłumaczona jako „all alike” („wszystko/wszyscy tacy sami”).
Po wodowaniu statek udał się do Londynu 2 września skąd następnie wyruszył 8 września do Adelaide przez Port Said i Perim, kabotażowiec na miejsce przeznaczenia dotarł 23 października.
Przed wojną statek obsługiwał przybrzeżne trasy pomiędzy Adelajdą a miejscowościami leżącymi przy Wielkiej Zatoce Australijskiej (Elliston, Sceales Bay, Streaky Bay, Murat Bay, Denial Bay, Fowlers Bay, Point Sinclair i Carawa).

### II wojna światowa
Po wybuchu II wojny światowej statek został zarekwirowany przez RAN 27 czerwca 1940 i przystosowany do roli patrolowiec/okrętu ZOP (patrol craft/anti-submarine vessel). Statek został uzbrojony w pojedynczą armatę 4-calową (102 mm), pojedynczy (lub jeden poczwórnie sprzężony) karabin maszynowy Maxim (7,7 mm), karabin maszynowy Vickers (7,7 mm), jedną (lub dwie)armatę 2-funtową (40 mm), dwie zrzutnie bomb głębinowych i 31 bomb głębinowych. Załogę okręty stanowiło 6 oficerów i do 53 marynarzy. Okręt wszedł do służby jako HMAS Yandra (FY91) 22 września 1940.
Pierwsze sześć miesięcy służby okręt spędził we Fremantle, gdzie przeprowadzał rutynowe patrole, następnie udał się do Sydney skąd powrócił do Perth w czerwcu 1941. Yandra był jednym z okrętów poszukującym rozbitków po bitwie pomiędzy HMAS Sydney a HMS Kormoran. W trakcie poszukiwać okręt odnalazł szalupę z rozbitkami z Kormorana w której znajdowało się łącznie 72 osoby (dwóch niemieckich oficerów, 68 marynarzy i dwóch chińskich jeńców z załogi zatopionego przez Kormorana statku Eurylocus).
W styczniu 1942 Yandra ponownie przybył do Sydney gdzie służył jako patrolowiec i eskortowiec. Okręt był obecny w Sydney Harbour w nocy 31 maja 1942 w czasie japońskiego ataku. Yandra pełnił służbę patrolując obszar przy wykrywaczu anomalii magnetycznych rozmieszczonych po obu stronach wejścia (tzw. indicator loop). Około godziny 22.52 jeden z miniaturowych okrętów podwodnych biorących udział w ataku został dostrzeżony z pokłady nieuzbrojonego patrolowca HMAS „Lauriana” który skierował reflektor na wynurzony kiosk okrętu podwodnego. O 22.54 kiosk został dostrzeżony także z pokładu Yandry i jego dowódca próbował staranować dostrzeżony okręt podwodny ale chwilowo stracił z nim kontakt. Odzyskał go pięć minut później i o 22.05 Yandra obrzucił miejsce w którym zanurzył się japoński okręt sześcioma bombami głębinowymi.
Po japońskim ataku, Yandra pozostał na wodach wschodniego wybrzeża Australii, wraz z HMAS „Doomba”, „Rockhampton”, „Bingera”, „Whyalla”, „Kybra”, „Arunta”, „Kalgoorlie” i HMIS Bombay stanowiła część pierwszej grupy eskortowej ustanowionej do ochrony konwojów płynących przy wschodnich wybrzeżu Australii która rozpoczęła działalność 8 czerwca 1942.
W marcu 1943 okręt zastąpił HMAS „Kybra” jako radarowy okręt szkolny. Po zakończeniu wojny Yandra został wycofany do rezerwy 25 marca 1946 i po remoncie został zwrócony właścicielowi 19 lipca.

### Okres powojenny
Po wojnie Yandra powrócił do pracy jako statek pasażersko-transportowy. 25 stycznia 1959 statek wszedł na skały przy Neptune Island w Zatoce Spencera i pomimo wielokrotnych prób nie udało się go z nich ściągnąć. Wrak został sprzedany na aukcji 19 lutego. Nowi właściciele ściągnęli z niego cały towar i wartościowe wyposażenie pozostawiając opróżniony kadłub na skałach gdzie został powoli zniszczony przez fale.